# Gashi (flod)
Gashi (på albanska Lumi i Gashit) är en 27 kilometer lång flod som ligger i Tropoja i norra Albanien. Det är ett naturreservat som spänner sig över ett område på 30 km². Naturreservatet utgör en del av Europas gröna bälte och är en del av Unesco:s världsarvslista över Karpaternas urskogar och andra regioner i Europa.
Floden ligger i den östra delen av Albanska alperna på en höjd av 2 175 meter över havet. Den rinner från Dobërdolipasset med 2 238 m ö.h. och rinner vidare mellan åtskilliga bergstoppar inklusive Trekufiri med 2 354 m ö.h. i norr, Maja Bogiçaj med 2 405 m ö.h. i nordöst och Maja e Shpatit med 2 199 m ö.h. i nordväst. De många vattendragen, den första rinner mot norr och nordväst, går samman i betesmarken vid Dobërdoli i nordväst och lämnar sedan bassängen i väst. Efter några ytterligare kilometer ändrar floden kurs mot syd. Den rinner förbi Maja e Shkëlzenit med 2 405 m ö.h. i väst. Söderut rinner den genom en smal ravin och dal och in i Tropojabassängen och mynnar ut i Valbonafloden.
Klimatet är subarktisk och oceanisk med svala somrar och generellt sett kalla vintrar. Den största delen av området är täckt av skog. Den ligger inom Balkanhalvöns blandskogar och den terrestriska ekoregionen i Dinariska alpernas blandskogar i palearktiska regionens tempererade lövskogar och blandade biom. Floden är särskild känd för sin rika förekomst av djur- och växtliv och är omgiven av svampar och kanaler som dränerar hela den lokala bassängen såsom i Malësia e Gashit inom Albanska alperna in mot Adriatiska havet.
På grund av kombinationen av dess södra breddgrad och en stor höjdvariation förekommer olikartade endemiska växtarter. I skogarna finns flera växter såsom bok, tall, ormskinnstall, gran och silvergran. Det finns 64 arter av däggdjur såsom brunbjörn, varg, gems, lodjur, rådjur, vildsvin, tjäder, kungsörn, utter och 14 arter av groddjur.